# Marta Wątor
Marta Wątor (ur. 9 stycznia 1987) – polska szablistka, indywidualna mistrzyni Polski z 2010 r. oraz wielokrotna medalistka turniejów juniorskich i młodzieżowych. Zawodniczka TMS Sosnowiec, gdzie trenerem jest jej ojciec Krzysztof Wątor (brąz w drużynie MP z 1982 r.).